# أليس بايك بارني
أليس بايك بارني (بالإنجليزية: Alice Pike Barney) هي رسامة أمريكية، ولدت في 14 يناير 1857 في سينسيناتي في الولايات المتحدة، وتوفيت في 16 يوليو 1931 في لوس أنجلوس في الولايات المتحدة.